# 6066 Hendricks
6066 Hendricks (1987 SZ3) là một tiểu hành tinh vành đai chính được phát hiện ngày 16 tháng 9 năm 1987 bởi Bowell, E. ở Flagstaff.